# 난파

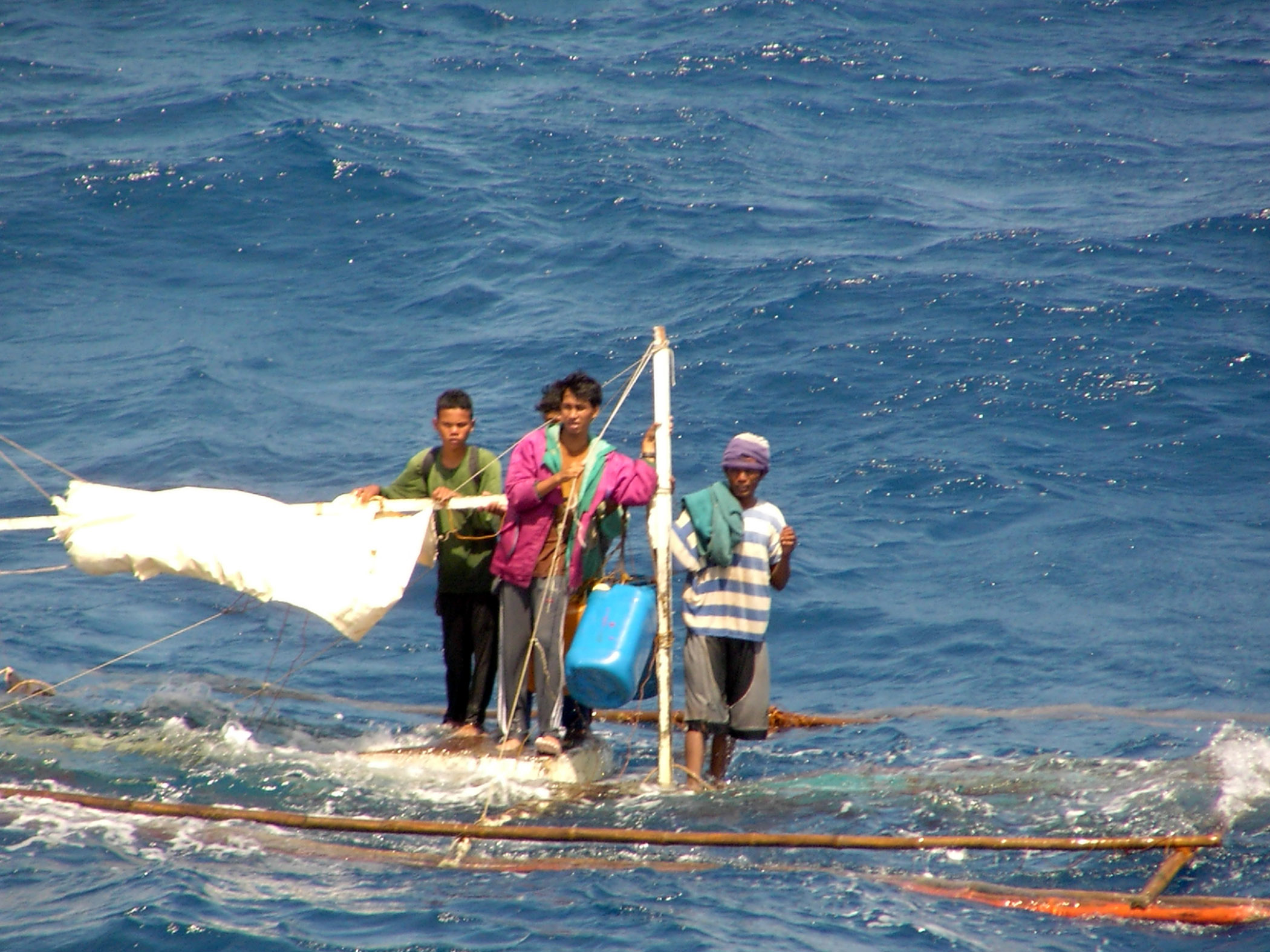
난파를 당한 사람들의 모습

난파(難破)는 해양 사고의 일종으로, 선박이 부서지는 것을 말한다. 선박이 바위, 육지 등에 부딛혀 침몰하거나 좌초되는 경우, 의도적으로 또는 위협적인 날씨로 인해 배가 파괴되는 것을 모두 이야기한다.

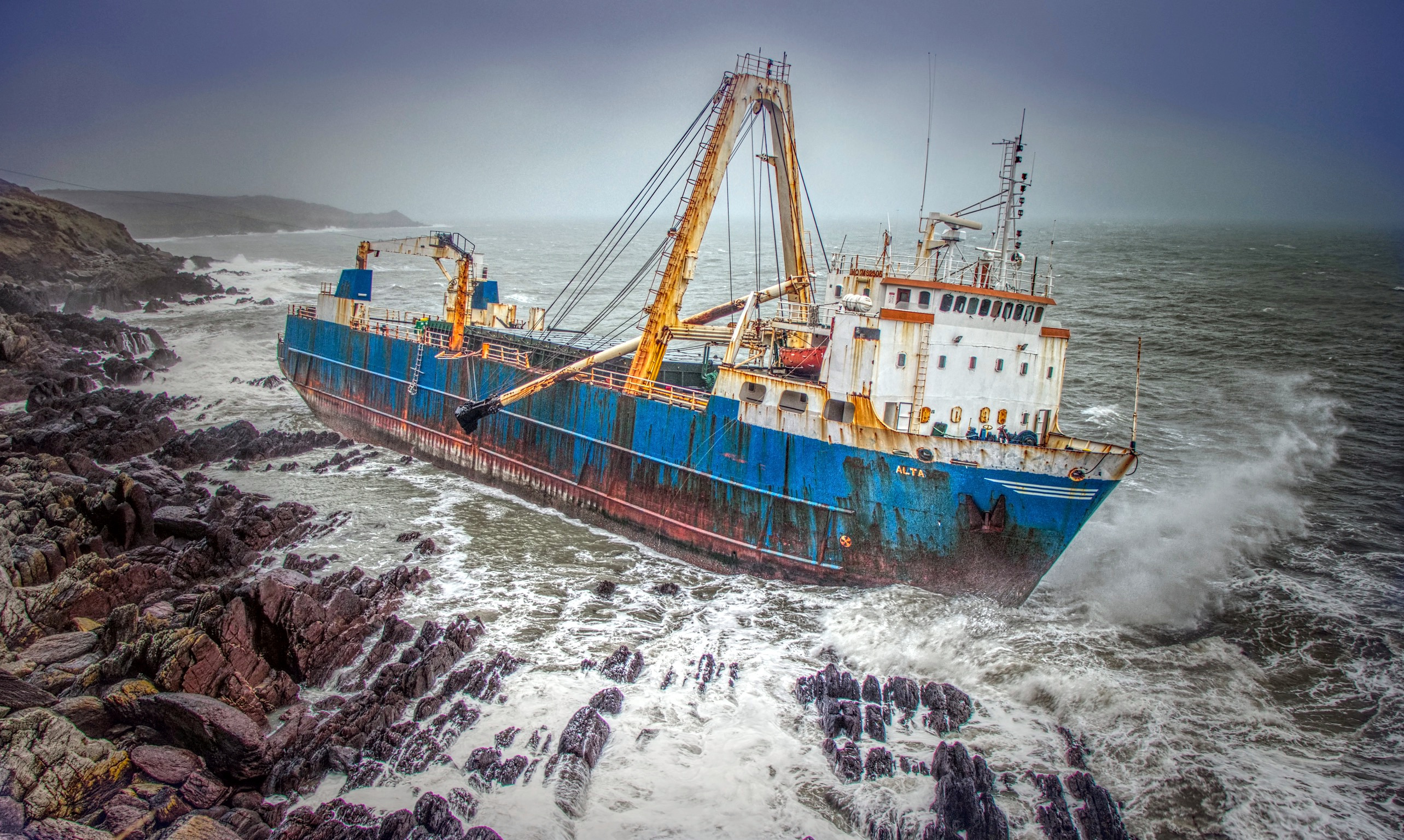

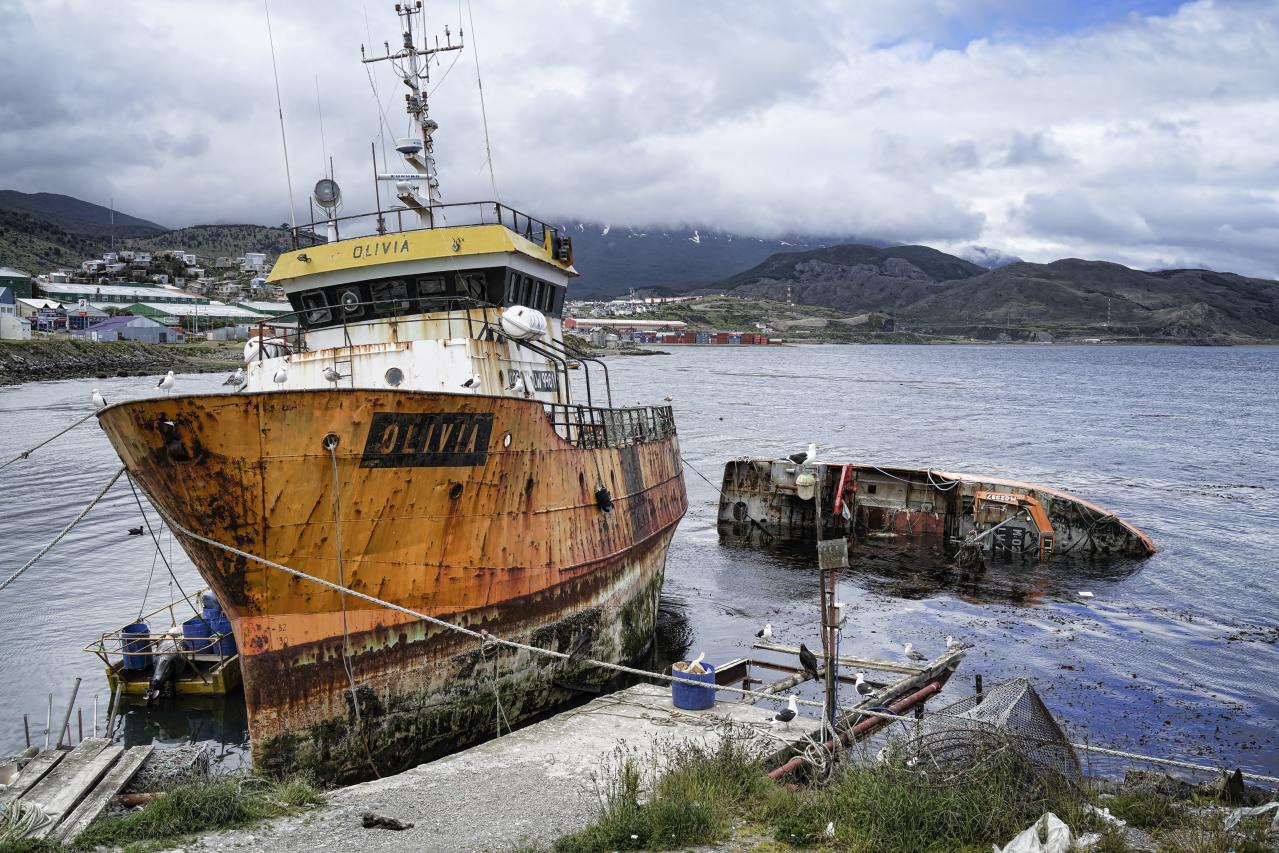

## 원인
선박이 소실되는 요인은 아래를 포함할 수 있다:
- 선박 장비나 선체의 잘못된 설계 또는 고장
- 잘못된 설계, 부적절하게 적재된 화물, 위치가 이동하는 화물 또는 자유 표면 효과로 인한 불안정성
- 항법 오류 및 기타 인적 오류로 인해 충돌(다른 선박, 암석, 빙산(RMS 타이타닉) 등) 또는 좌초(Costa Concordia)로 이어짐
- 악천후 및 강력하거나 큰 파도 또는 강풍: 이는 종종 전복(좌초)으로 이어진다.
- 총, 어뢰, 폭뢰, 지뢰, 폭탄, 미사일을 포함한 전쟁, 해적 행위, 반란 또는 방해 행위
- 불
- 나무 껍질에 다모류 및 기타 관벌레가 축적되는 등의 생물 오염
- 과적 - 화물 또는 결빙, 플림솔 라인을 초과하는 배수량
- 의도적인 침몰(scuttling)
  - 인공 암초를 형
  - 렉 다이빙
  - 훈련 또는 무기 테스트를 위한 표적함으로 사용
  - 적 선박에 대항하여 항구, 강 등을 폐쇄하는 장애물을 만드는 블록십
  - 선박이 적의 손에 넘어가는 것을 방지
  - 항해에 위협이 되는 버려진 선박을 파괴
  - 보험 사기의 일부

## 같이 보기
- 난파선